# 中山乡 (芒市)
24°08′00″N 98°34′27″E / 24.13333°N 98.57426°E
中山乡是云南省德宏傣族景颇族自治州芒市下辖的一个乡，位于芒市东南部，与缅甸果敢、勐古为邻。

## 历史
历史上，今中山乡为勐板地，明朝时期脱离芒市土司控制，后被缅甸木邦吞并，1899年中英勘界时索回，清政府在此置勐板土千总。1936年国民政府在潞西地区推行乡镇建制，勐板土千总辖地为潞西县第三区，中华人民共和国成立后改称潞西县勐板区。1953年，勐板区撤销，与芒市区南练乡、遮放区浩然乡组建勐戛区。1956年，勐戛区大梁子乡、和平乡、老缅城乡、平河乡划出成立中山生产文化站。1958年实行人民公社化运动，改置先锋公社，1959年取消公社，恢复中山生产文化站。1969年再次实行人民公社化运动，中山生产文化站改称胜利公社，1971年恢复原名。1984年，恢复区乡建制，生产文化站统一称区，改称中山区；1987年12月，中山区改为中山乡:25-31。

## 地理
中山乡总面积278平方千米，距离芒市71千米，有国境线32.5千米；2020年有人口7,527人，汉族占72.8%（2019年），景颇族占11.05%（2019年），傈僳族占6.39%（2019年），德昂族占6.15%（2019年）:122。中山乡地处山区，地势西北高、东南低。境内最高峰黑河老坡，海拔2,836米，现开发为旅游景区；最低点曼辛河汇入怒江的河口处，海拔528米。境内河流属怒江流域，怒江干流流经中山乡东南，是芒市与缅甸的边界线。:2564。

## 行政区划
中山乡下辖以下地区：
芒丙村、小水井村、黄家寨村、赛岗村和木城坡村。

## 经济
2016年，中山乡有耕地面积35,669亩，农业总产值11,348万元，主要作物有水稻、玉米、小麦、茶叶、甘蔗、核桃、咖啡、油茶、澳洲坚果等，种植橘子、桃子等温带亚热带水果。2011年有规模以上工业企业5家，工业总产值2,403万元，英茂糖业在乡内建有中山糖厂。全年社会商品销售额350万元，财政收入253.27万元。:2565

## 基础设施
中山乡有2所小学和1所初中，乡内建有文化站2个、卫生院1所。乡内有县乡级公路8条，总长75.87千米，乡村公路通达率100%，236省道自龙陵象达至中山。:2565